# 6275 Kiryu
6275 Kiryu este un asteroid din centura principală de asteroizi.

## Descriere
6275 Kiryu este un asteroid din centura principală de asteroizi. A fost descoperit pe 14 noiembrie 1993 la Oizumi de Takao Kobayashi. El prezintă o orbită caracterizată de o semiaxă mare de 2,90 ua, o excentricitate de 0,01 și o înclinație de 2,5° în raport cu ecliptica.